# Obo
Obo é uma cidade localizada no sudeste da República Centro-Africana, próxima às fronteiras com o Sudão do Sul e a República Democrática do Congo. É a capital da prefeitura de Haut-Mbomou e serve como um importante centro administrativo e comercial na região. Sua população era de 7 187 em 2003, data do último censo oficial do país. Também tem a distinção geográfica de estar próxima ao polo africano de inacessibilidade.